# Chris De'Sean Lee
Pour les articles homonymes, voir Lee.
Chris De'Sean Lee, né le 19 septembre 1994 à Atlanta, en Géorgie, est un acteur, auteur-compositeur-interprète et musicien américain. 
Il est connu pour son rôle de Kaleb dans la série télévisée fantastique/dramatique, Legacies et pour avoir joué les rôles de Thomas Jefferson et du marquis de La Fayette dans la comédie musicale, Hamilton et Mercutio dans Hamlet.

## Biographie

### Enfance et formation
Il est diplômé depuis 2018 de l'université Belmont à Nashville.

### Carrière
Il joue les rôles de Thomas Jefferson et Marquis de La Fayette dans la comédie musicale, Hamilton en 2016. 
Il a joué dans un épisode de la troisième saison de la série télévisée, Empire en 2017. 
En 2018, il a sorti son premier album, intitulé In My Feelings. Il décroche un rôle récurrent dans la série télévisée, The Chi (2018-2019) puis se fait connaître du grand public, grâce au rôle de Kaleb dans la série télévisée fantastique/dramatique, Legacies, la série dérivée de The Originals et de Vampire Diaries. 
Entre 2019 et 2020, il joue le personnage de Mercutio dans Hamlet, l'une des plus célèbres pièces de William Shakespeare avec sa co-star de Legacies, Aria Shahghasemi en tant que Laërte,. 

## Filmographie

### Films
- 2020 : Back to Lyla : Preston

### Séries télévisées
- 2017 : Empire : Tommy Turner (saison 3, épisode 15)
- 2018 - 2019 : The Chi : Hannibal (6 épisodes)
- 2018 - 2022 : Legacies : Kaleb Hawkins (rôle principal saisons 1 à 4)
- 2019 : S.W.A.T. : Peter "PC-Pak" Watkins (saison 2, épisode 20)
- 2025 : Tracker : Cousin Randy (saison 2, épisodes 10 à 13)

### Théâtre
- 2016- : Hamilton : Thomas Jefferson / Marquis de La Fayette (comédie musicale)
- 2019-2020 : Hamlet : Mercutio